# Луцький Максим Георгійович
Лу́цький Макси́м Гео́ргійович (нар. 4 червня 1976, Київ) — колишній ректор Національного авіаційного університету (НАУ), народний депутат України 5 та 6 скликань, колишній Голова Комітету Верховної Ради України з питань науки і освіти, колишній член Партії регіонів. Лауреат антипремії «Академічна негідність» у номінації «Токсичний ректор 2023».

## Родина і дитинство
Народився в сім'ї науковців. Батько Георгій Михайлович — професор КПІ, мати Неллі Митрофанівна — науковий співробітник Інституту кібернетики НАН України.
Після восьмого класу перейшов до професійної школи № 79 (сучасний Ліцей інформаційних технологій).

## Освіта та кар'єра
1992—1997 — навчався у КПІ за спеціальністю «Комп'ютерні та інтелектуальні системи та мережі».
На початку 90-х років почав займатись підприємницькою діяльністю. На третьому курсі виграв конкурс від Асоціації технічних університетів світу, поїхавши на стажування до Німеччини. Згодом повернувся до України, де мав дружину.
1998 - вступив до аспірантури КПІ, 2004 — здобув ступінь кандидата технічних наук за спеціальністю «Автоматизовані системи управління та прогресивні інформаційні технології».
2002—2004 — директор підрозділу «Сервісний центр», 2004—2006 — проректор з корпоративного управління Національного авіаційного університету.
У 2007 році отримав звання доцента по кафедрі менеджменту зовнішньоекономічної діяльності підприємств Національного авіаційного університету.
З листопада 2007 по січень 2008 заступник Міністра освіти і науки України.
З 2008 року — проректор з міжнародних зв'язків в Національному авіаційному університеті, а дещо пізніше — перший проректор НАУ.
У липні 2012 року захистив дисертаційну роботу та здобув науковий ступінь доктора технічних наук за спеціальністю «Математичне та програмне забезпечення обчислювальних машин і систем».
У 2013 році отримав вчене звання професора по кафедрі безпеки інформаційних технологій Національного авіаційного університету.
З 2017 по 2018 рр. завідувач кафедри комп'ютерних інформаційних систем і технологій ПАТ "Вищий навчальний заклад «Міжрегіональна Академія управління персоналом».
З липня 2018 по вересень 2019 в.о.завідувача кафедри гуманітарних дисциплін, з вересня 2019 по березень 2020 проректор з науково-педагогічної роботи та питань соціально-економічного розвитку, з березня 2020 по лютий 2021 проректор з наукової роботи та міжнародних зв'язків Національної Академії керівних кадрів культури і мистецтв.
Автор понад 100 наукових та науково-методичних праць.[джерело?]
28 січня 2021 року переміг на виборах ректора Національного авіаційного університету, маючи 63,9 % голосів.
У серпні 2021 року став почесним професором Національного аерокосмічного університету ім. Жуковського
У листопаді 2022 року став почесним професором Західноукраїнського національного університету
У жовтні 2022 року став почесним доктором Грузинського технічного університету
У липні 2021 року ініціював оновлення класифікатора МЕРТ авіаційними професіями Йдеться про запровадження нових професій, пов'язаних з експлуатацією безпілотних повітряних суден.
- дистанційного пілота БПС;
- дистанційного командира БПС;
- дистанційного пілота-випробувача БПС;
- дистанційного пілота-інструктора БПС.

## Політика
2005 — брав участь у довиборах до Київради за мажоритарною системою.
2006 — обраний народним депутатом ВРУ V скл. З липня 2006 по листопад 2007 член Комітету, голова підкомітету з питань фахової освіти Комітету ВРУ і голова Спеціальної контрольної комісії з питань приватизації.
У 2010 р. обраний народним депутатом ВРУ VI скл. У 2011 р. — Головою Комітету Верховної Ради України з питань науки і освіти. За його ініціативи подано 32 законопроєкти та внесено 10 поправок.
У квітні 2012 року призначений радником Прем'єр-міністра України з питань освіти, наукової діяльності та інновацій.
З 9 березня 2013 року по 24 лютого 2014 року Голова Солом'янської районної в Києві державної адміністрації.
Засновник «Соціальної ініціативи Максима Луцького».
В 2019 році балатувався до Верховної Ради у складі партії ОПЗЖ, не пройшов (кандидав від № 222 округа)

## Скандали
У 1990-х Луцького було засуджено за ч. 3 ст. 213 ККУ — «придбання з метою збуту майна, добутого злочинним шляхом».
2009  року Луцький заявив про два замахи на нього, в обох випадках жодна з п'яти куль, які потрапили у лобове скло автівки, не зачепили ані водія, ні Луцького. При цьому салон авто також двічі залишився непошкодженим. За висновками експертів, постріли було зроблено зсередини авто, а замах було інсценовано. 14 квітня 2014 року прокуратура міста Києва відкрила кримінальне провадження проти Луцького та слідчого щодо фальсифікації матеріали справи.
Максима Луцького підозрюють у банкрутстві та виведення грошей вкладників «Терра Банку»
Після скандалу з отриманням ляпаса Дмитром Табачником від студентки Києво-Могилянської Академії Дарини Степаненко, Луцький вимагав «вирішити кадрове питання щодо керівництва академії».

### Парламентські вибори 2012 року
Ще до початку виборчої кампанії, наприкінці грудня 2011 року громадянським рухом «Спільна справа» був запідозрений у прямому підкупі виборців Солом'янського району м. Києва шляхом поширення безкоштовних ліків, на упаковці яких було розміщене фото Максима Луцького та напис «Безкоштовно від Максима Луцького» та роздачі пляшок шампанського, шоколадок зі своїм зображенням і продуктових наборів від його імені для пенсіонерів та ветеранів. Після розголосу цього факту у пресі Максим Луцький заявив, що не вважає це підкупом виборців, самі ліки, які були отримані від «Червоного Хреста», були призначені для поліклінік, а для уникнення маніпуляцій із ліками на них були розміщені наліпки співробітниками організації «Солом'янці — ефективну владу», засновником якої є сам Луцький, спільно з «Червоним хрестом». Представники Червоного хреста запевнили, що цих наліпок не розміщували, а вони були на упаковках, коли прийшли від виробника. Компанія-виробник також відхрестилась від цього. Також Максим Луцький пообіцяв забрати свої фото з продукції.
У вересні 2012 року в ході журналістських розслідувань стало відомо, що працівникам та студентам Національного авіаційного університету наказано змінити місце голосування на виборчий округ Максима Луцького у Солом'янському районі Києва та проголосувати за нього, погрожуючи звільненням. Така сама ситуація і у Кіровоградській льотній академії. На середину вересня 2012 року, за даними реєстру виборців було, близько 600 осіб, що перевелися до виборчого округу № 222, за 9 днів — понад 1200 осіб.
У вересні 2012 року перед парламентськими виборами школах та дитсадках Солом'янського району Києва розміщувалася агітація від імені Луцького, а під час екскурсії до Музею авіації дітям дитсадків з цього ж району роздавали значки зі згадкою про нього.
Під час передвиборчої кампанії 11 вересня Луцький повідомив, що в спеціальних наметах його люди «викупатимуть у мешканців агітаційну продукцію, яку вони вважають брудною чи небажаною». Парламентські вибори 2012 року Максим Георгійович програв з результатом 20.94 %, посівши третє місце в списку після Рени Назарової (25.88 %) та Дмитра Андрієвського (33.87 %).

### Парламентські вибори 2019 року
На позачергових парламентських виборах 2019 року Луцький бере участь як кандидат по 222-му округу від партії ОПЗЖ. Проти кандидата поширювали листівки активісти «Відсічі» у межах кампанії «Червоні лінії».

### Державні нагороди
- почесні грамоти Кабінету міністрів України
- грамота ВРУ «За заслуги перед українським народом».
- Нагрудний знак «Петро Могила»
- Нагрудний знак «А. С. Макаренко»
- Нагрудний знак «Відмінник освіти України»
- Нагрудний знак «За наукові та освітні досягнення»
- Орден «За заслуги» III ступеня
- Лауреат Державної премії України в галузі науки і техніки

## Особисте життя та хобі
- Одружений, виховує двох синів.
- Луцький є кумом та соратником скандально відомого політика й державного діяча Дмитра Табачника[22].

## Публікації в ЗМІ
- Максим Луцкий "Судимости и оружие
- Максим Луцький: Підтримка талановитої молоді — перспектива для української науки[недоступне посилання з липня 2019]
- Максим Луцький: У 2012 році на іменні стипендії для найталановитіших молодих вчених уряд планує виділити 720 тис. гривень
- Максим Луцький: Підвищення якості освіти сприятиме створенню позитивного іміджу України у світі
- Максим Луцький: «Збоїв у забезпеченні шкільними автобусами не буде»
- ВНЗ потрібно запроваджувати власні стипендії — Максим Луцький [Архівовано 10 травня 2012 у Wayback Machine.]
- Значна частина безробітних це випускники вузів — М.Луцький [Архівовано 30 травня 2012 у Wayback Machine.]
- Максим Луцький: Ректори несуть особисту відповідальність за тепло у студентських гуртожитках [Архівовано 1 січня 2022 у Wayback Machine.]
- Максим Луцький: «Інноваційна діяльність нашої держави у 2013 році має вийти на новий рівень розвитку»,
- Максим Луцький: «Українські студенти зможуть самостійно обирати навчальні дисципліни»
- Максим Луцький: Ліквідація філій університетів посилить контроль за якістю освіти [Архівовано 18 червня 2012 у Wayback Machine.]
- Максим Луцький пропонує застосувати санкції до ректорів, якщо у ВНЗ знайдуть наркотики [Архівовано 1 січня 2022 у Wayback Machine.]
- Національний авіаційний університет видаватиме подвійні міжнародні дипломи[38]
- Національний авіаційний університет і юридична компанія Robinson Patman ініціювали запуск соціального освітнього проєкту[39]